# Ancio
Nella mitologia greca,  Ancio era il nome di uno dei  Centauri.

## Il mito
I centauri erano creature mitiche, con forma per metà umana (la parte superiore del corpo) e per metà cavallo (la parte inferiore).
Ancio, uno di questi, uno dei più fieri e coraggiosi della sua razza, mentre stava in compagnia presso la grotta di Folo sentì un odore irresistibile. Si trattava dell'inebriante odore di un ottimo vino, e il centauro decise e convinse i suoi compagni nel lottare per averlo.
Appena diretto nella grotta si ritrovò Eracle, figlio di Zeus famoso per le sue dodici fatiche, ospite di un altro centauro, un certo Folo figlio di Sileno, a difendere il proprio vino. La lotta fu inevitabile ma Ancio, anche se con il suo gruppo erano armati di ogni arma disponibile, venne respinto dall'eroe greco.

### Fonti
- Tzeze, Scoli a Liforcone 670
- Pseudo-Apollodoro, Libro II -  5,4
- Diodoro Siculo, Libro IV, 12

### Moderna
- Robert Graves, I miti greci, Milano, Longanesi, ISBN 88-304-0923-5.
- Angela Cerinotti, Miti greci e di roma antica, Prato, Giunti, 2005, ISBN 88-09-04194-1.